# Milonia tomosceles
Milonia tomosceles là một loài nhện trong họ Araneidae.
Loài này thuộc chi Milonia. Milonia tomosceles được Tord Tamerlan Teodor Thorell miêu tả năm 1895.